# Brustprothese

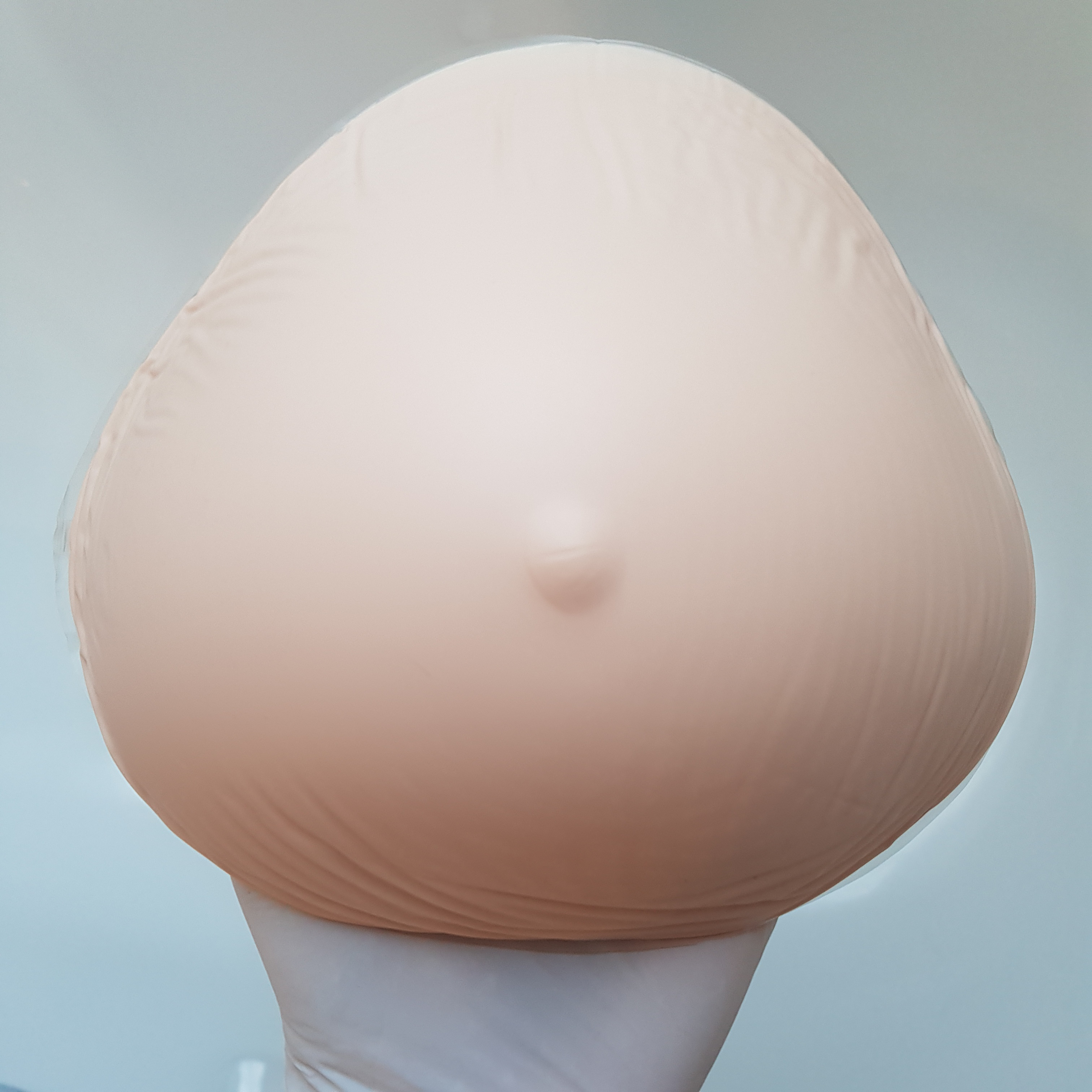
Brustprothese aus Silikon, für Einsatz nach Mastektomie, auf gewölbtem Untergrund

Eine Brustprothese oder Brustepithese dient als Ausgleich der weiblichen Brust. Eine Epithese wird aus ästhetischen Gründen angewandt. Eine Prothese erfüllt eine funktionelle Aufgabe. Die Brustprothese kann beide Definitionen erfüllen. Zum einen gleicht sie die Körpersilhouette harmonisch aus, zum anderen beugt sie nach einseitiger Mastektomie durch ihr Gewicht Muskelverspannungen vor. Eine andere Verwendung ist die Korrektur des Körperbilds bei als zu klein empfundenen Brüsten. Brustepithesen werden nicht implantiert, sondern über der Haut getragen.

## Geschichte

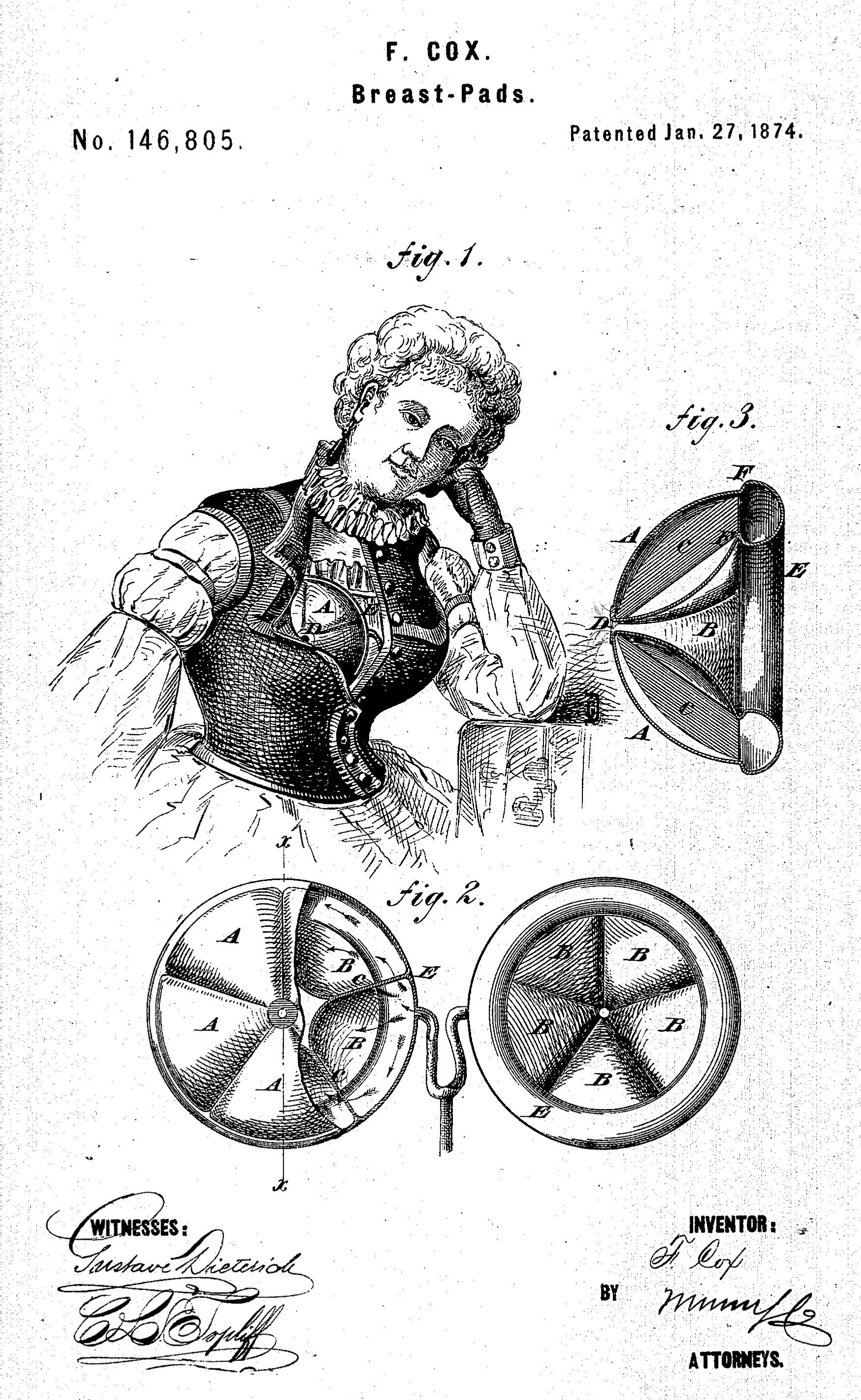
Patentzeichnung für eine auffüllbare Brustprothese von F. Cox, 1874

1874 wurde in den USA das erste Patent für einen Vorgänger der Brustprothesen eingereicht, das „breast pad“ (deutsch „Brust-Polster“). Es handelte sich um eine Stofftasche, die mit verschiedenen Materialien gefüllt werden konnte, darunter auch mit geformten Luftkammern aus Kautschuk, die aufgepumpt werden konnten. Im Laufe der Jahrzehnte gab es immer wieder Modelle zum Aufpumpen, zum Beispiel eines, das in den BH eingearbeitet war, aus den 1960ern. Das Model von 1874 wurde über die gesunde Brust gestülpt. Es diente der optischen Vergrößerung der Brüste und war vornehmlich auf Damen der gehobenen Gesellschaft ausgerichtet. Die meisten frühen Erfindungen, die folgten, basierten auf dem Prinzip, dass eine Stofftasche gefüllt wurde, beispielsweise mit Baumwolle, Federn, Schwämmen, Gummi oder Haaren. Zu Beginn waren die Brustprothesen sowohl ein Mode-Accessoire als auch als Ersatz für amputierte Brüste gedacht.
In einem Patent von 1904 wird die Möglichkeit des Einfärbens des Materials genannt, um verschiedene Hauttöne nachzubilden. In späteren Modellen wurden zusätzlich seitliche Taschen und Stofflaschen hinzugefügt, um das Erscheinungsbild noch natürlicher zu gestalten. Diese Form sollte schließlich in medizinische Prothesen übergehen, um die massiven Einschnitte einer Radikalen Mastektomie aufzufüllen. Zum damaligen Zeitpunkt wurde bei Brustkrebs die Radikale Mastektomie (synonym Rotter-Halsted-Operation) durchgeführt. Dabei wurde die Brust, alle Lymphknoten, der großen Brustmuskel und alles darumherum liegende Gewebe entfernt, bis hin zu Gewebe an Unterarm und Rücken. Diese Operationstechnik wird heute fast nicht mehr angewandt. Die Mastektomie wurde zum Standardverfahren in der Brustkrebs-Therapie. Dementsprechend stieg der Bedarf an Brustprothesen. Ab 1919 wurde der medizinische Nutzen der Produkte herausgestellt.
Die unterschiedlichen Formen von Brüsten wurden bereits früh beachtet.
Es wurde versprochen, dass die Prothese die „genaue Form des amputierten Gewebes“ nachbildet, das „natürliche Aussehen“. Tragekomfort war immer wieder ein Anliegen der Produzenten. Ein Modell, mit Walknochen zur Stabilisierung, wurde mit Gummibändern um den Oberkörper und die Schulter fixiert. Auf diese Weise konnte es versteckt unter der Kleidung getragen werden. Mitte des 20. Jahrhunderts machten es neue Materialien möglich, auf die sensiblen Hautzustände von operierten Frauen einzugehen.
Ein Modell von 1937 versprach, das durch die radikale Mastektomie entfernte Gewebe optisch komplett aufzufüllen, inklusive des Schulter- und Halsbereiches. Beim Material handelte es sich um ein „schwammiges Gummi“, was sich in alle Richtungen dehnen ließ. Zur besseren Belüftung wurde das Material perforiert. Sogar eine Brustwarze wurde angedeutet. Das Produkt hielt zwar nicht, was es versprach, doch bewegte es die Prothesen-Entwicklung verstärkt in die anvisierte Richtung.
1949 wurde ein durchdachtes Modell patentiert. Es richtete sich an der noch erhaltenen Brust einer Frau aus, es hieß: „Die künstliche Brust wird individuell entworfen, um sich ans Narbengewebe anzupassen.“ Berührungsempfindlichkeit nach der Operation wurde besonders beachtet. Das Material war günstig, einfach zu pflegen und konnte sogar beim Schwimmen getragen werden. Es konnte im gewohnten Büstenhalter getragen werden. Beim Bewegen des Armes blieb es an Ort und Stelle. Zudem wurde der psychische Wert einer Brustprothese betont.
Zwischen 1950 und 1970 avancierte Silikon zum führenden Material für die Herstellung von Brustprothesen.

## Verwendung

Prothese in Tropfenform, die hoch oder quer getragen werden kann

Im Falle von Brustkrebs muss häufig eine Brust entfernt werden. Das veränderte Körperbild kann eine psychische Belastung sein. Eine Brustprothese ersetzt nicht nur eine Gliedmaße, wie es beispielsweise bei einer Bein-Prothese der Fall ist, sondern kann zusätzlich das Gefühl von Weiblichkeit repräsentieren. Studien aus Industrieländern ergaben, dass Brustprothesen Frauen dabei helfen, Stress zu reduzieren und das Selbstbewusstsein nach einer Mastektomie zu verbessern. Eine Brustprothese dient nicht nur als ästhetischer Ausgleich und psychische Unterstützung. Durch die Brustentfernung ist die Gewichtsverteilung im Oberkörper ungleichmäßig. Das führt oft zu Fehlhaltungen und Muskelverspannungen. Der Einsatz einer Brustprothese aus Silikon kann das fehlende Gewicht ausgleichen und die Leiden mindern. In Deutschland gelten Brustprothesen und die dazugehörigen Spezial-BHs nach Brustkrebs als Hilfsmittel. Mit einer ärztlichen Verordnung übernehmen die gesetzlichen Krankenkassen einen Teil der Kosten. Erhältlich sind sie in Sanitätshäusern.
Bei Transidentität von Transfrauen (Mann-zu-Frau (MzF)) werden Brustprothesen aus Silikon empfohlen, weil sie der weiblichen Brust am nächsten kommen. In einer Leitlinie zur Behandlung von Transsexualität der Deutschen Gesellschaft für Sexualforschung ist der Unterschied zwischen Brustprothesen und Brustepithesen sichtbar, bei dem die Prothesen in Zusammenhang mit einer Operation stehen. Bei Transidentität ist eine Brustprothese als medizinisches Hilfsmittel anerkannt. Brustprothesen oder Teilprothesen können als geschlechtsangleichende Maßnahme eingesetzt werden, wenn es nach einem operativen Brustaufbau Komplikationen gibt. Die Anwendung von Brustepithesen bei Transidentität stellt eine medizinisch notwendige Maßnahme zur Reduktion von subjektivem Leidensdruck, sozialer Stigmatisierung und Diskriminierung dar. Die Anwendung von Brustepithesen kommt zum Beispiel in Betracht, wenn eine Hormonbehandlung nicht durchgeführt werden kann oder durch sie die Brust nicht ausreichend wächst. Die medizinische Notwendigkeit für Brustepithesen kann bereits in einem frühen Stadium der Transition gegeben sein. Als dauerhafte Lösung werden Brustepithesen bei Transidentität nur in Einzelfällen angesehen.
Eine weitere Anwendergruppe von Brustepithesen sind Transvestiten, Crossdresser und Damenwäscheträger. Der Unterschied zu den vorherigen Gruppen besteht darin, dass hier keine medizinische Notwendigkeit für Brustepithesen besteht. Für diesen Markt gibt es Brustepithesen in sehr vielen Größen und Formen, auch als Hängebrüste. Es gibt Modelle zum Tragen im BH, Ankleben oder Umschnallen. Varianten sind zum Beispiel hautfarbene Achselshirts oder Bodys mit applizierten Brüsten aus Silikon. Das Geschäft mit Brustepithesen für Männer ist für viele Unternehmen noch fragwürdig. Daher vertreiben sie die Produkte für Männer unter einem anderen Namen als jene für Frauen. Als Grund wurde genannt, dass brustamputierte Frauen kein Verständnis für die männlichen Zielgruppen hätten.

## Material

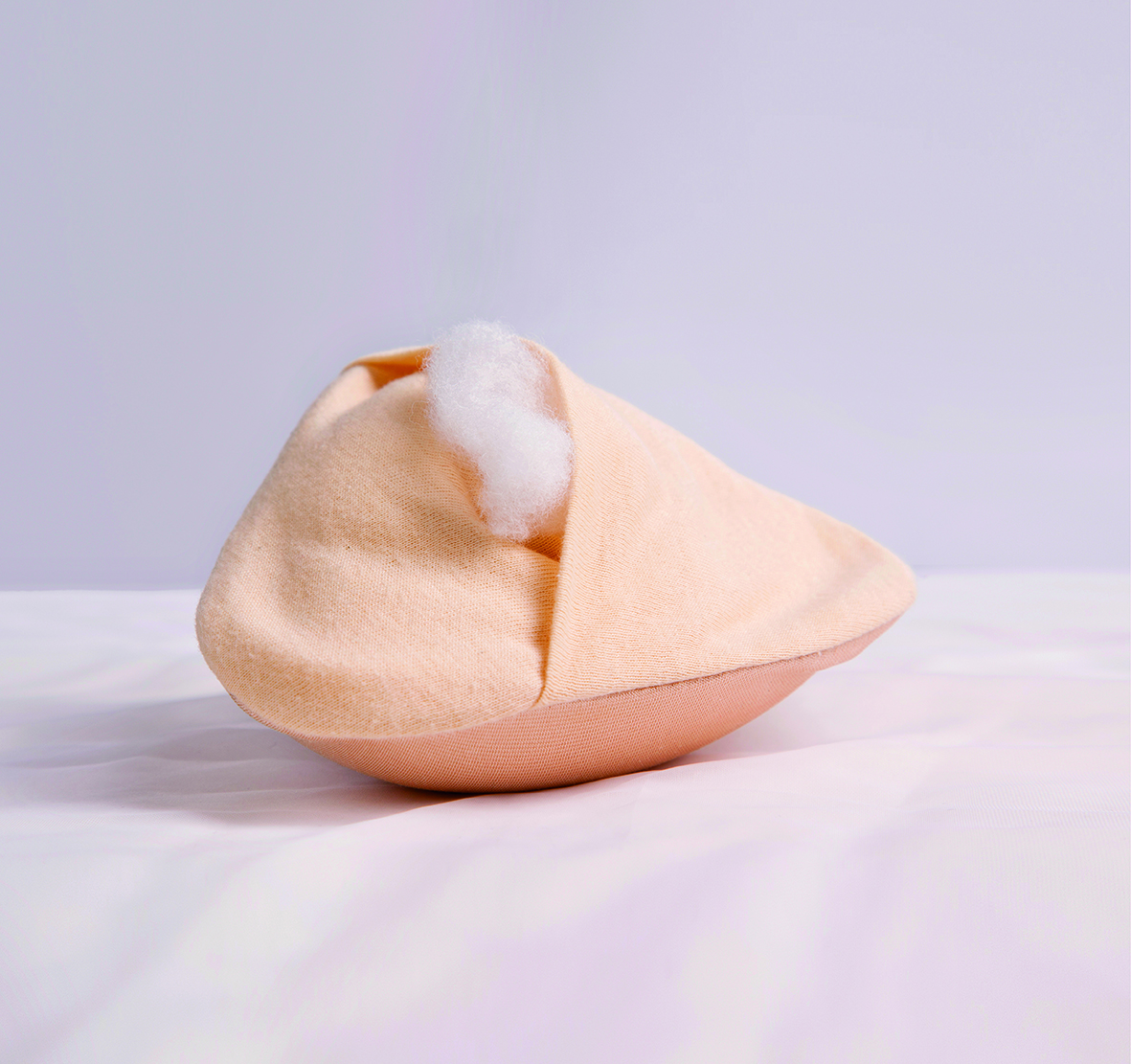
Brustprothese mit Baumwollfüllung

Nach einer Brustamputation erhält die Patientin zunächst eine Erstprothese. Die Erstprothese ist ein rein ästhetischer, provisorischer Ersatz, eine Epithese. Sie ist aus Schaumstoff und Baumwolle gefertigt und in verschiedenen Größen erhältlich. Durch das leichte, weiche Material drückt sie nicht auf die Operationsnarbe. Als dauerhafter Brustersatz ist sie nicht geeignet, weil durch ihr geringes Gewicht Haltungsschäden entstehen können.
Zwischen 1950 und 1970 avancierte Silikon zum führenden Material für die Herstellung von Brustprothesen. Silikon hat für diese Anwendung viele Vorteile. Mit Silikon lässt sich die Form der Brust oder Teilen davon naturgetreu nachformen. Das Gewicht der amputierten Brust lässt sich gut nachempfinden. Mit Silikon lassen sich natürliche Körperschwingungen nachempfinden, beispielsweise gibt es Modelle, die im Liegen abflachen oder beim Gehen mitschwingen. Das Material ist hautfreundlich, ungiftig, form-, farbbeständig und geruchsneutral. Silikon nimmt die Körpertemperatur schnell an, dabei ist es widerstandsfähig gegen Sonneneinstrahlung, Chlor- und Salzwasser, und unempfindlich gegen Schweiß und Kosmetika. Die Brustprothese ist dadurch pflegeleicht und hygienisch. Die Oberfläche ist weich und geschmeidig, dennoch ist das Material strapazierfähig. Sollte es dennoch zu einer Beschädigung kommen, kann das eingeschlossene Silikongel austreten, das aber nicht von der Haut absorbiert wird. Derartige Beschädigungen lassen sich nicht reparieren, die Prothese muss ausgetauscht werden.

## Ausfertigungen

Asymmetrische Prothese mit Massagestruktur

Vollprothesen werden aus 3-lagigem Silikon gefertigt, um ein möglichst natürliches Aussehen in Form, Bewegung und Gewicht zu erreichen. Brustprothesen nach einer Mastektomie werden in der Regel als Einzelstücke (links oder rechts) benötigt. Es gibt symmetrische Brustprothesen, die sowohl links als auch rechts getragen werden können. Asymmetrische Prothesen sind speziell für eine Körperseite geformt. Es gibt verschiedene Grundformen, entweder dreieckig, oval oder leicht herzförmig. Die Übergänge zu den Körperkonturen können abgeflacht gefertigt sein. Die Rückseite von Silikon-Prothesen gibt es in verschiedenen Materialien und Formen, z. B. aus Silikon, mit Klebeflächen oder aus Stoff. Sie kann fest, weich, flach oder gewölbt sein, plan oder strukturiert. Eine strukturierte Rückseite, beispielsweise mit einem Rauten-Relief, bietet klimaregulierende Eigenschaften: warme Luft kann entweichen, kühlere einströmen. Das reduziert beim Tragen die Temperatur und starkes Schwitzen. Individuelle Anpassungen sind vor allem nach Teilamputation einer Brust sinnvoll.

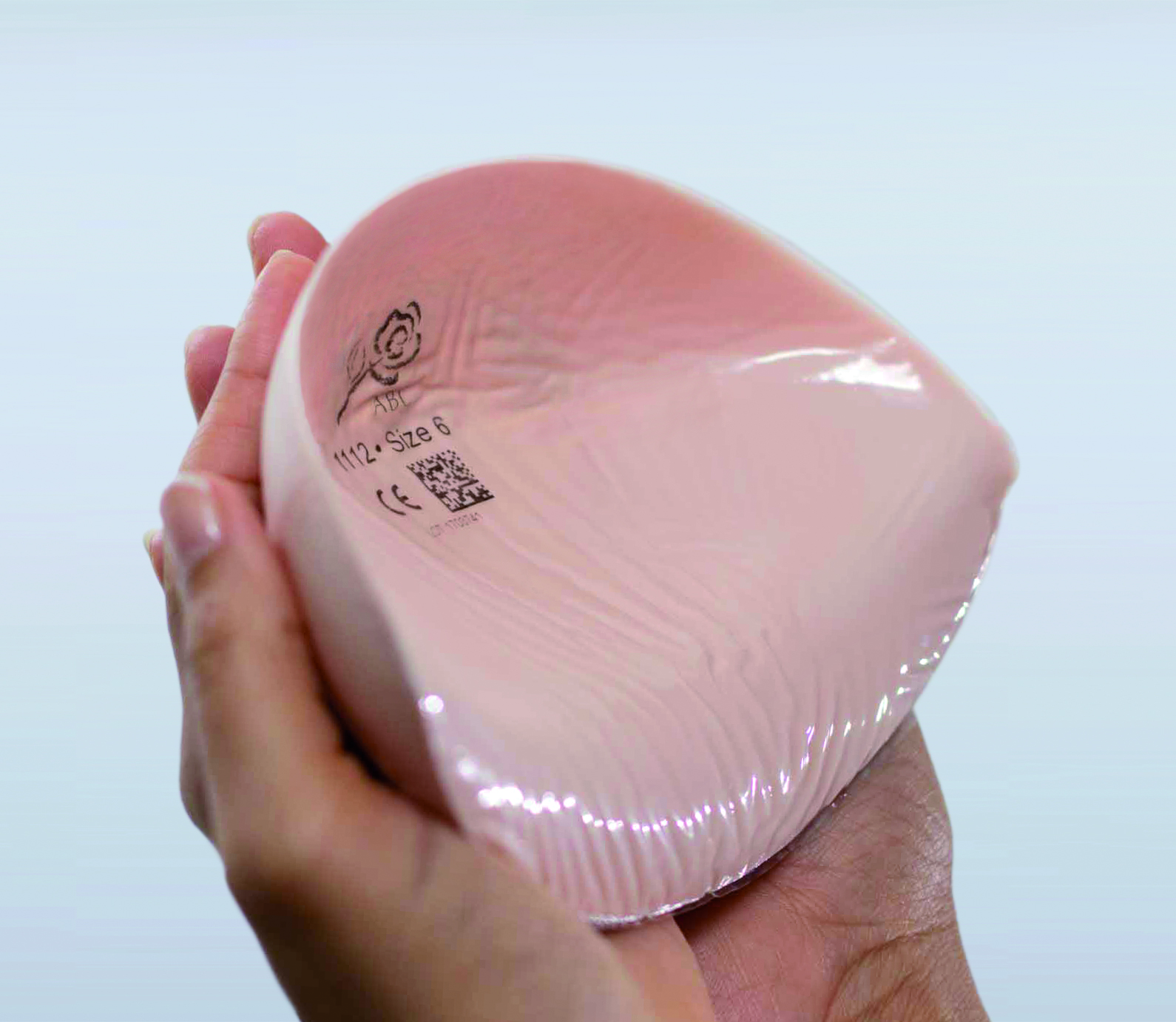
Teilprothese für die untere Brust

Nach einer Teiloperation kann eine individuell angepasste Ausgleichsprothese getragen werden. Dieses kann vor allem aus ästhetischen und psychologischen Gründen in Frage kommen.  Ausgleichsprothesen sind dünner als herkömmliche Brustepithesen; sie werden aus nur zwei Lagen Silikon gefertigt. Als Ausgleichsprothesen gibt es körpergeformte BH-Einlagen, die in Taschen im BH getragen werden oder je nach Modell direkt auf der Haut. Ebenfalls gibt es Ausführungen in unterschiedlich geformten Schalenprothesen aus Silikon, die innen hohl sind.  Speziell geformt gibt es abgeflachte Modelle, wenn die Brust im Dekolleté-Bereich noch teilweise erhalten ist. Eine weitere Möglichkeit sind besonders dünne Silikonprothesen in Dreiecksform mit einer Rückseite aus Mikrofaser, die mit einem Vlies individuell gefüllt werden können.
Eine weitere Variante sind Brustprothesen aus leichterem Silikon, was bis zu 40 % Gewicht einspart. Diese können beispielsweise bei nicht intakter Haut, einer sehr großen Brust oder auch beim intensiven Sport getragen werden. Ebenfalls aus leichtem Silikon ist ein Modell mit Luft-Handpumpe, die es erlaubt, die Rückseite individuell an unebene operierte Brustregion anzupassen.
Brustprothesen gibt es in verschiedenen Hautfarben. Die Brustwarzen werden bei medizinischen Brustprothesen meist nur leicht angedeutet. Die Brustwarze ist entweder gleichfarbig oder dunkel eingefärbt. Für eine deutlich erkennbare Brustwarze gibt es selbsthaftende, wieder ablösbare Brustwarzen mit Warzenhof.
Brustepithesen für eine männliche oder transsexuelle Zielgruppe werden in der Regel paarweise geliefert und haben oft bereits fertig aufgeprägte Mamillen.

## Tragweisen

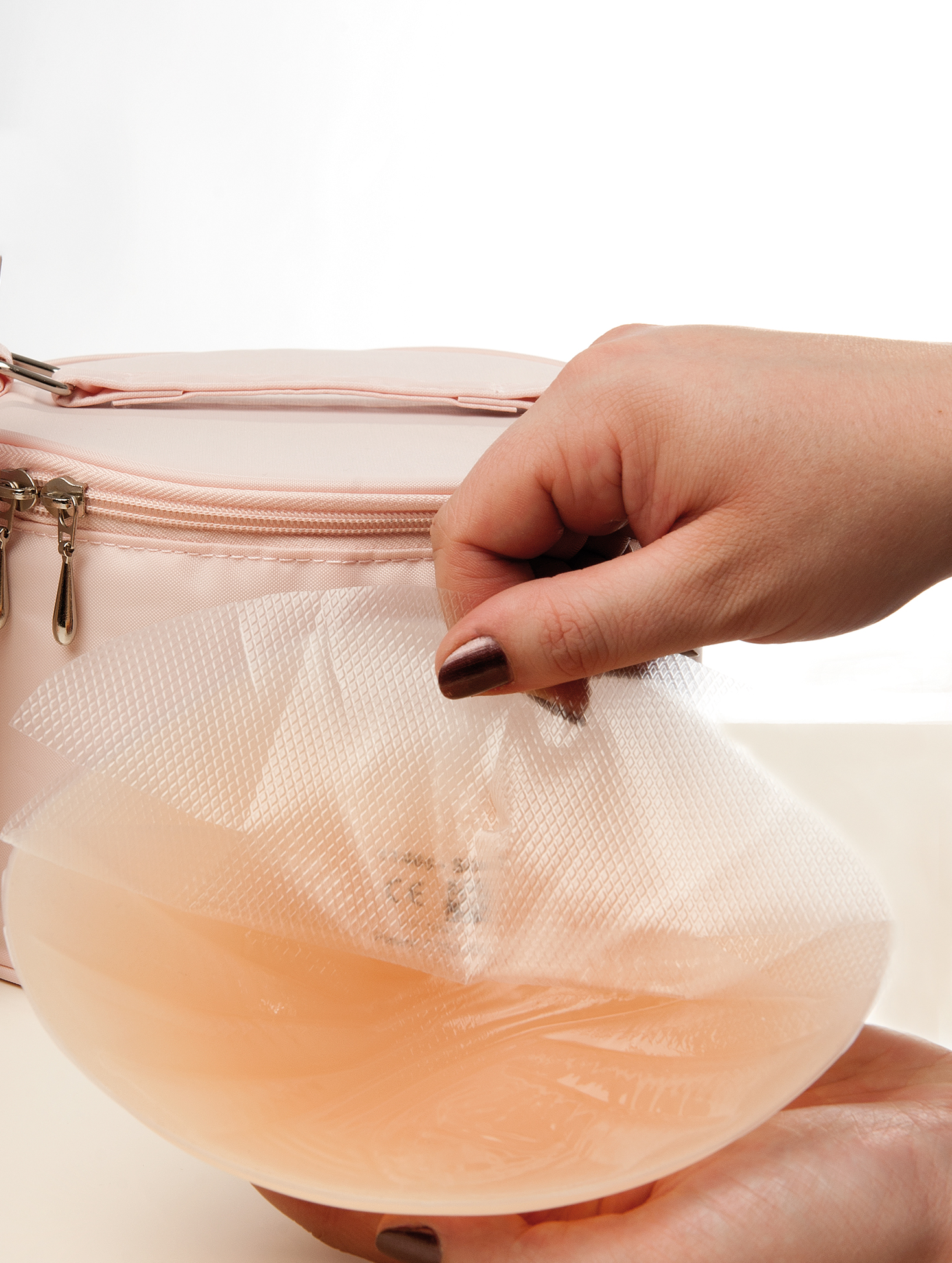
Entfernung der Schutzfolie einer selbsthaftenden Brustprothese

Es gibt Prothesen mit einer Haftfläche auf der Rückseite. Darüber sind sie temporär und wiederholt direkt auf die Haut aufzukleben. Nach einer Brustkrebsbehandlung mit Operation und ggf. Strahlentherapie bietet sich diese Methode nur an, wenn die Haut vollkommen verheilt ist.
Zudem lassen sich die Brustprothesen in einen handelsüblichen BH einlegen. Mit Epithesen aus Baumwolle ist diese Methode praktikabel. Mit solchen aus Silikon droht aufgrund des Gewichts ein Verrutschen der Prothese, vor allem bei Bewegung.
Brustprothesen können daher in sogenannten Spezial-BHs getragen werden. Diese zeichnen sich dadurch aus, dass sie eingesetzte Taschen für die Prothesen haben und über breite Stege und Träger verfügen. Eine Sonderform ist der Spezial-Sport-BH. Mit Prothesen aus Silikon ist Schwimmen möglich. Dementsprechend gibt es Badeanzüge und Bikinis mit Prothesen-Taschen.

## Marktentwicklung
Zwischen 1950 und 1970 avancierte Silikon zum führenden Material für die Herstellung von Brustprothesen.
In den späten 1960ern wurden Brustprothesen aus Silikon in den USA für den doppelten Preis der üblichen Prothesen auf den Markt gebracht.
Bis in die 1990er waren Brustimplantate medizinisch noch nicht ausgereift und bargen die Gefahr, gesundheitsschädlich zu sein. Deshalb entschieden sich in den Jahrzehnten davor viele Frauen nach einer Mastektomie für eine Brustprothese, was einen großen Markt brachte.
Durch moderne Therapiemethoden überleben immer mittlerweile mehr Frauen eine Brustkrebserkrankung. Mit einer ansteigenden Zahl von Überlebenden, vergrößert sich auch der Markt für Brustprothesen. Eine Untersuchung in den USA zeigt, dass der Markt versucht, auf Frauen dahingehend einzuwirken, dass jede mehrere Prothesen für unterschiedliche Brustformen und Gelegenheiten bräuchte, z. B. eine Prothese für den Alltag, eine für den Sport, eine zum Schlafen.

## Emanzipation

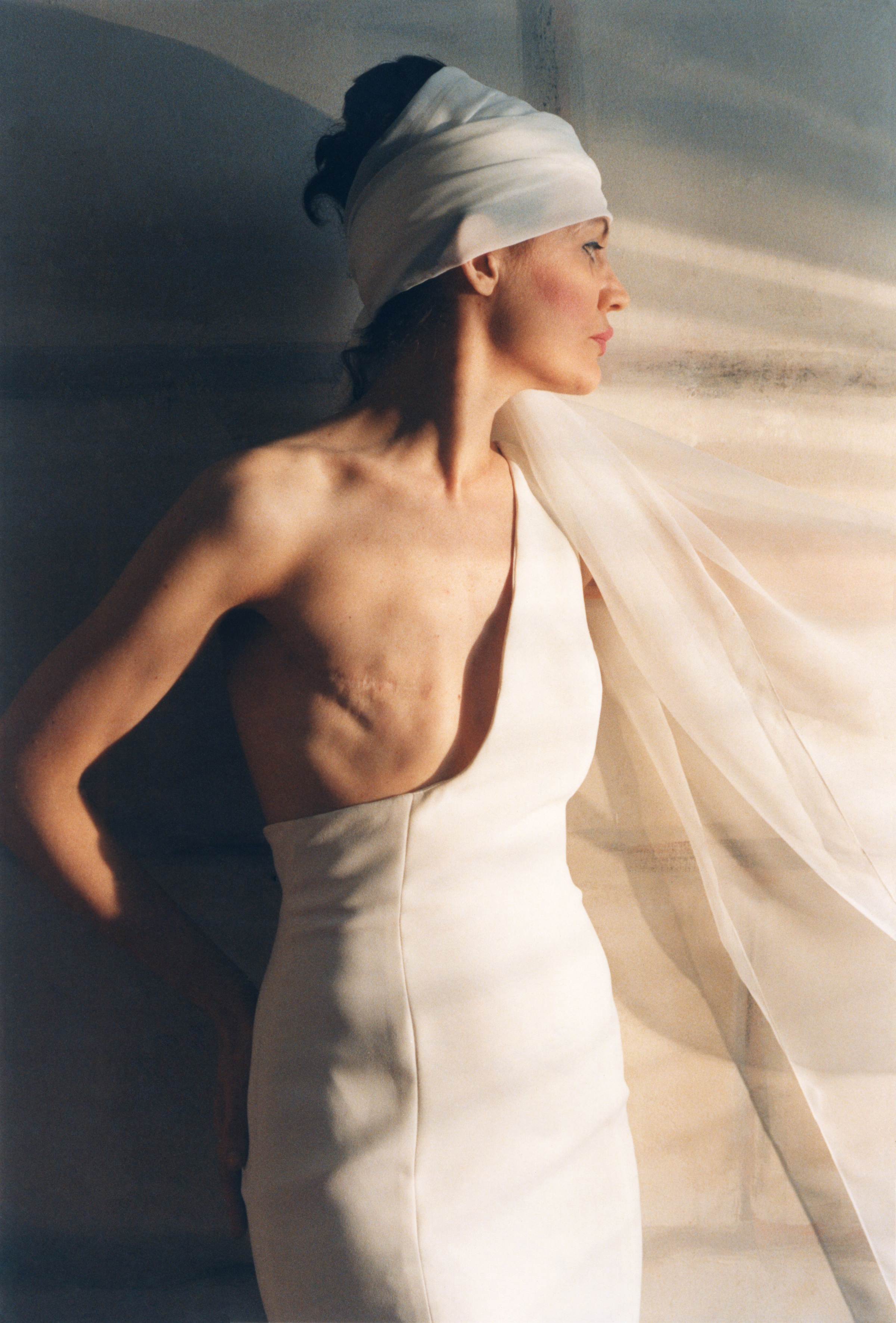
Foto des Covers vom The New York Times Magazine, 1993

Das Modell Chestie, das 1949 auf den Markt kam, wurde sowohl für brustamputierte Frauen, als auch für nicht operierte Frauen angepriesen. Es sollte für eine allgemeine Verbesserung der Figur sorgen. Künstliche Brüste wurden sukzessive in den Bereich der dekorativen Kosmetik positioniert, sprich: etwas, was jede Frau braucht, um gut auszusehen. Laut des Frauenbildes nach dem Zweiten Weltkrieg stand im Zentrum der weiblichen Psyche die sexuelle Lockung und das Verlangen. Für einen Mann könne nur eine Frau mit zwei gleichen Brüsten attraktiv sein. Eine Prothese könne demnach die Psyche der Frau heilen.
1993 veröffentlichte die Künstlerin Joanne Motichka, genannt Matuschka, ein Selbstporträt mit ihrer Mastektomienarbe auf dem Cover des The New York Times Magazine. Der damit begangene Tabubruch rückte brustamputierte Frauen aus der Verborgenheit. Das Foto löste eine der größten Leserresonanzen in der Geschichte des Magazins aus.
Das Frauenbild vermittelt, dass die emotionalen und physischen Narben einer Brustkrebs-OP in der Öffentlichkeit nicht offen zu sehen sein sollen. Es wird propagiert, dass die betroffene Frau ihre amputierte Brust sofort, noch im Krankenhaus, mit einer Prothese ersetzen solle. Viele Studien belegen, dass es den Frauen psychisch gut tut, eine Prothese zu tragen. Doch gibt es andererseits kaum Studien, die sich damit beschäftigen, ob es psychischen Nutzen hat, keine Prothese zu tragen. In der Frauenbewegung gibt es Stimmen, die besagen, dass eine Brustprothese das Realisieren der Mastektomie verhindert.

### Going Flat
Von Seiten US-amerikanischer Ärzte, ist die Wiederherstellung der Brust nach einer Mastektomie ein wesentlicher Bestandteil der Krebsbehandlung. Doch einige Frauen sagen, dass die Ärzte zu sehr auf das Äußere achten und die physischen und psychischen Risiken einer Brustrekonstruktion kleinreden. In den USA ist es nicht überall üblich, die Frauen darüber zu informieren, dass es auch möglich ist, keine Brustrekonstruktion vornehmen zu lassen. Ob die Kosten für eine Brustprothese oder Brustrekonstruktion im Gesundheitssystem der Vereinigten Staaten von der Krankenversicherung gezahlt werden, hängt von der Versicherungspolice ab. Ein Gesetz von 1998 besagt, dass Prothesen und Rekonstruktionsverfahren von Versicherungspolicen abgedeckt werden müssen, doch sind hochpreisige Policen nicht für alle Bürger erschwinglich. Auch deshalb wird die Gruppe der Frauen, die sich gegen ein Brustimplantat entscheiden, immer größer. Diese tragen entweder eine Brustepithese, oder lassen auch diese mit der Zeit weg. Diese Bewegung nennt sich „Going Flat“ (deutsch in etwa „Flach werden“) und tritt auch in Deutschland zutage.

## Galerie

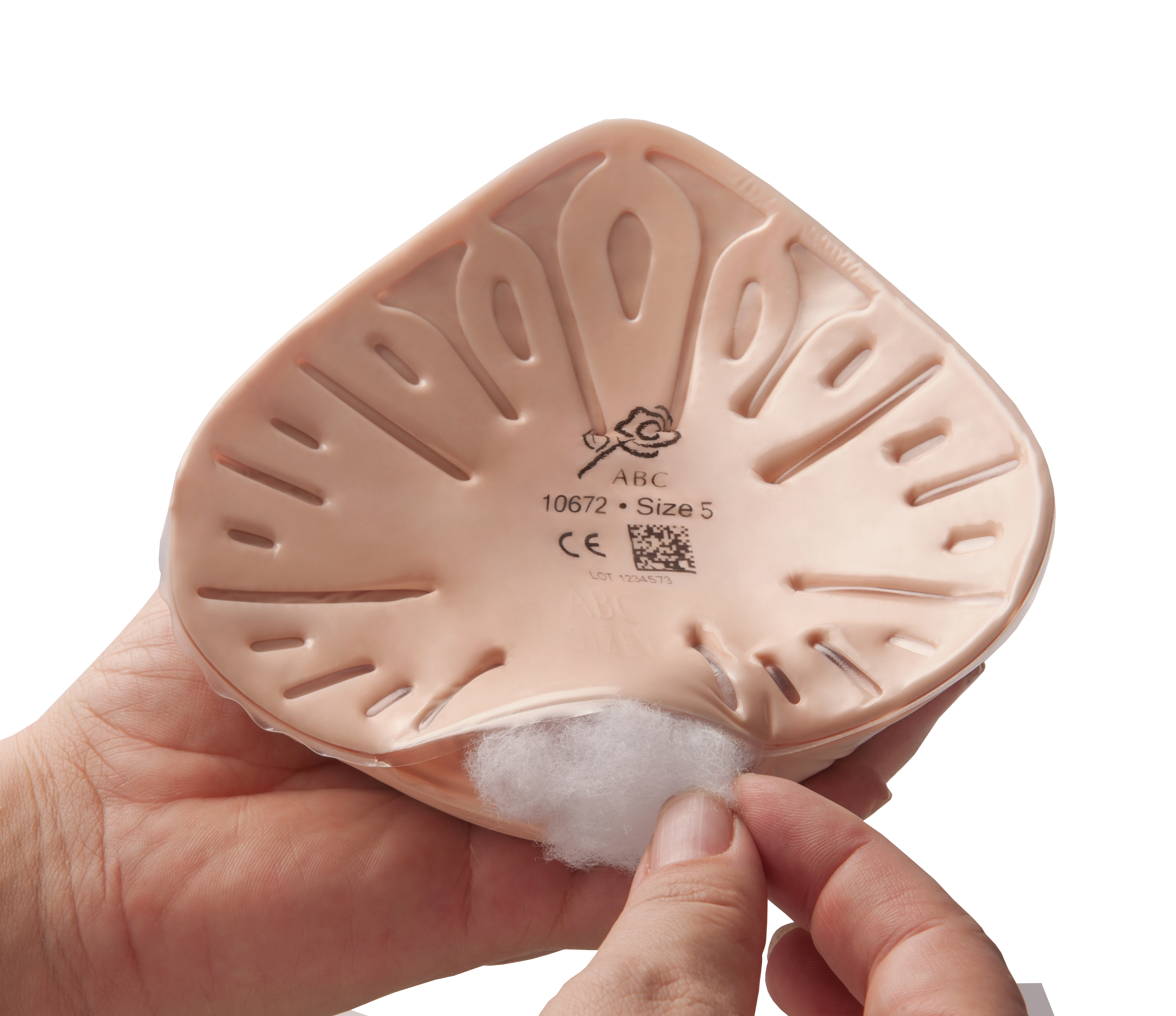
Gewichtsreduzierte Silikonprothese mit Faserfüllung
Prothese mit extra weicher Innenseite
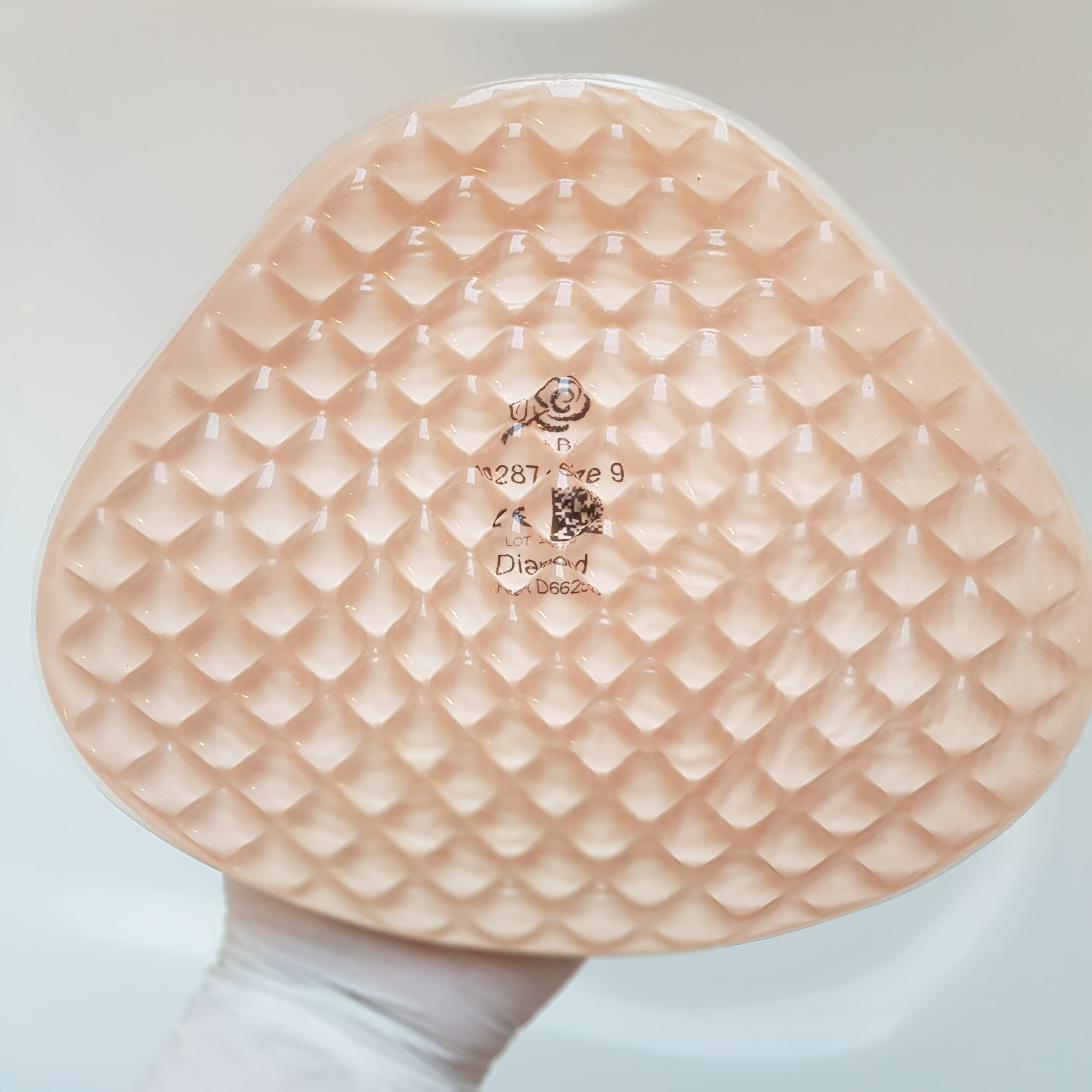
Rückseite mit Rautenstruktur, für bessere Luftzirkulation
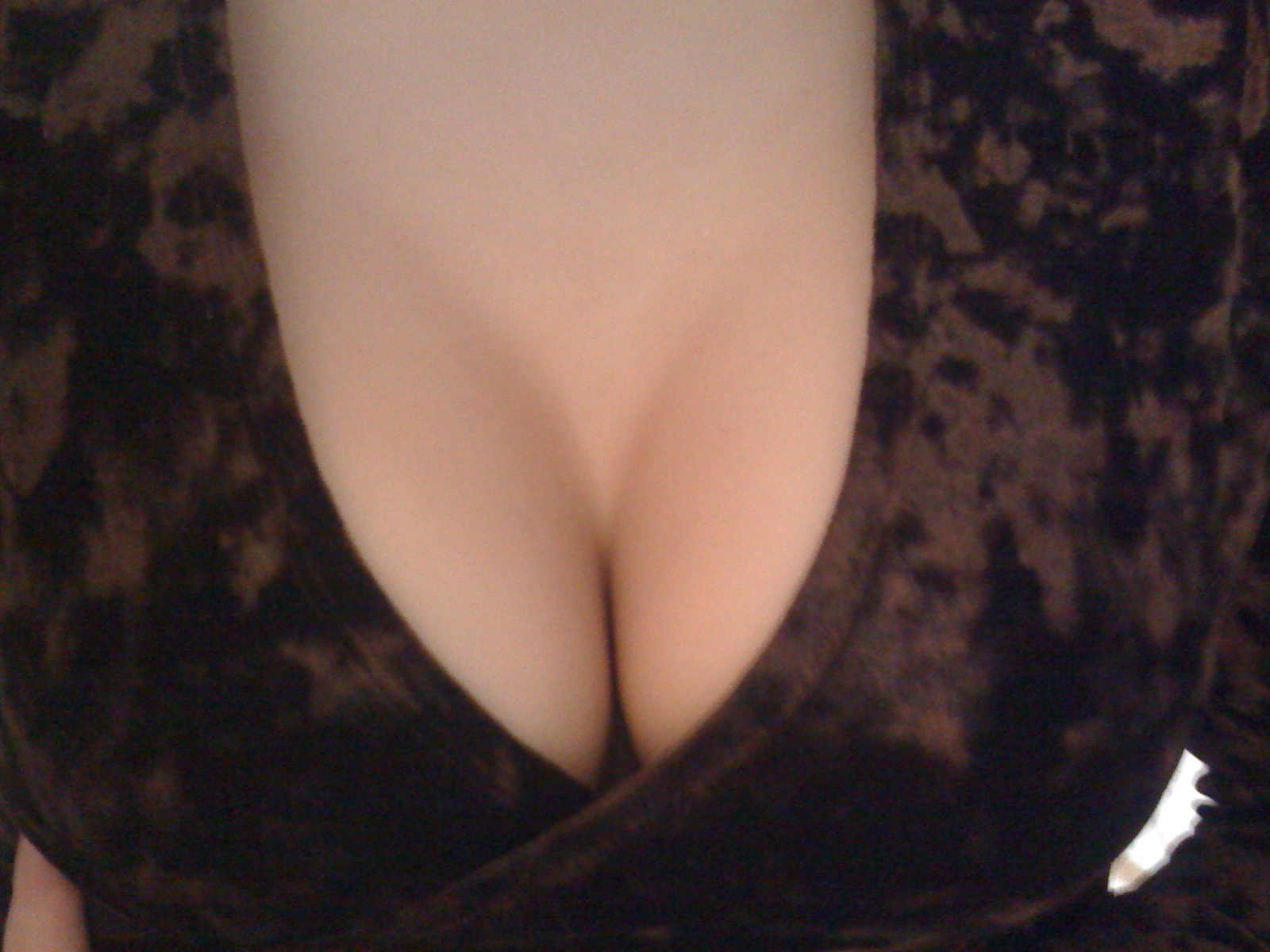
Brustprothese mit Dekolleté-Latz aus Silikon, vornehmlich für eine männliche Zielgruppe